# Darnell Hall
Pour les articles homonymes, voir Hall.
Darnell Kenneth Hall (né le 26 septembre 1971 à Détroit) est un athlète américain spécialiste du 400 mètres.

## Carrière
Sélectionné pour les Jeux olympiques d'été de 1992, il participe aux séries du relais 4 × 400 m et permet aux États-Unis de se qualifier pour la finale. En début de saison 1993, Darnell Hall remporte la médaille d'or du 4 × 400 lors des Championnats du monde en salle de Toronto, aux côtés de Brian Irvin, Jason Rouser et Danny Everett, et s'adjuge dès l'année suivante son premier titre national indoor, dans l'épreuve du 400 m. Il se classe par ailleurs sixième de la Finale du Grand Prix disputée en fin de saison 1994 au Stade Charlety de Paris. 
Le 12 mars 1995, lors des Championnats du monde en salle de Barcelone, Darnell Hall devient champion du monde du 400 m avec le temps de 46 s 17, devançant le Nigérian Sunday Bada et le Russe Mikhail Vdovin. Troisième des Championnats des États-Unis de 1995, il signe la meilleure performance de sa carrière en bouclant le 400 m du Meeting de Lausanne en 44 s 34. Peu après, il se classe sixième du 400 m des mondiaux de Göteborg en 44 s 83, et participe aux séries du relais 4 × 400 m mais n'est pas sélectionné pour la finale.